# Орескија
Орескија (грч. Ορέσκεια) је насељено место у општини Висалтија у периферији Средишња Македонија, Грчка. Према попису из 2021. године било је 45 становника.
Орескија је на попису из 1913. године имала 129 житеља Турака. Током Првог светског рата село је настрадало а становништво је избегло. Обновљено је 1923. године насељавањем 18 грчких избегличких породица, којих је на попису из 1928. године било 97. Село се раније звало Кизили.